# Mary Ann Glendon
Mary Ann Glendon (Berkshire County, Massachusetts, 7 de octubre de 1938) es profesora de derecho en la Universidad de Harvard. 

## Itinerario profesional
Glendon escribe y enseña en los ámbitos de los derechos humanos, el derecho comparado, el derecho constitucional y la teoría jurídica. 
La profesora Glendon enseñó en Boston College Law School desde 1968 hasta 1986, y ha sido profesora visitante en la University of Chicago Law School y la Universidad Gregoriana de Roma. Obtuvo su licenciatura en Artes, doctorado en Jurisprudencia, y máster en Derecho Comparado en la Universidad de Chicago. Durante una beca de postgrado de dos años para el estudio de la legislación europea, la profesora Glendon estudió en la Universidad Libre de Bruselas y fue pasante jurídica en la Comunidad Económica Europea. De 1963 a 1968, ejerció la abogacía en la firma de Chicago de Mayer, Brown & Platt, y sirvió como abogada voluntaria de derechos civiles. 
Su libro más reciente, A World Made New: Eleanor Roosevelt and the Universal Declaration of Human Rights, es la historia del logro más importante de la Sra. Roosevelt: la elaboración de la declaración de la ONU de derechos tan básicos que pertenecen a todos en la tierra, simplemente en virtud de ser humanos.
En 1988, Glendon ganó el premio Scribes Book Award otorgado por la Sociedad Americana de Escritores en materia jurídica (American Society of Writers on Legal Subjects) por su libro Abortion and Divorce in Western Law (Aborto y divorcio en la legislación occidental), un estudio comparativo que apareció en la serie World of Ideas de Bill Moyers. Otro estudio comparativo, The Transformation of Family Law (La Transformación del Derecho de Familia), ganó el máximo galardón de la Legal Academy (Academia Jurídica), el Order of the Coif Triennial Book Award en 1993. En 1991, fue elegida Presidenta de la International Association of Legal Science (Asociación Internacional de Ciencias Jurídicas) auspiciada por la UNESCO.
En 1994, fue llamada por el papa Juan Pablo II a la recién creada Academia Pontificia de Ciencias Sociales. En 1995, encabezó la delegación de 22 miembros de la Santa Sede ante la Cuarta Conferencia de la Mujer de la ONU en Pekín. En ambos casos, fue la primera mujer en asumir esas responsabilidades.
En 1998, fue nombrada por The National Law Journal como una de las "cincuenta juristas más influyentes de América". Pertenece al consejo de bioética del Presidente de los Estados Unidos.
De 2007 a 2009 fue Embajadora de EE. UU. ante la Santa Sede.
Glendon es miembro del consejo editorial de las revistas American Journal of Comparative Law y First Things, y trabaja en las juntas asesoras de los Derechos Humanos de la Universidad de Harvard y la iniciativa de la Harvard Law School de Derechos Humanos.
Los libros de Glendon, con un enfoque comparativo para una gran variedad de temas, incluyen A Nation Under Lawyers (1996), un retrato de las turbulencias de la profesión legal, analizando las implicaciones de los cambios recientes en la cultura jurídica de un sistema de gobierno democrático que le encomiende el papel crucial que legalmente hombres y mujeres capacitados; Seedbeds of Virtue (coeditado con David Blankenhorn) (1995), Rights Talk (1991), The Transformation of Family Law (1989), Abortion and Divorce in Western Law (1987), The New Family and the New Property (1981), y libros de texto sobre tradiciones jurídicas comparadas. 
Ha recibido el doctorado Honoris Causa por numerosas universidades como las de Chicago, Lovaina y Navarra. En 2005, recibió la National Humanities Medal. En 2008 recibió el Premio Internacional Medalla de Oro al mérito de la Cultura Católica. En 2009 recibió el Proudly Pro-Life Award por su defensa de la vida del no-nacido.
Vive con su marido, Edward R. Lev, en Chestnut Hill, Massachusetts. Tienen tres hijas.
El 26 de junio de 2013 pasó a formar parte de la comisión especial sobre actividades del Instituto para las Obras de Religión, popularmente llamado "banco vaticano". La comisión está presidida por el cardenal italiano Raffaele Farina, ex responsable del Archivo Secreto Vaticano, y forman parte de ella el cardenal francés  Jean-Louis Tauran, el español Juan Ignacio Arrieta Ochoa de Chinchetru, experto en derecho canónico, y el estadounidense Peter Bryan Wells, miembro de la Secretaría de Estado de la Santa Sede.
Esta comisión tendrá la misión de exponer ante el Papa Francisco de manera personal las conclusiones a las que lleguen.

## Obras
- Mary Ann Glendon (1997). The Transformation of Family Law: State, Law, and Family in the United States and Western Europe. University of Chicago Press. ISBN 9780226299709.
- Mary Ann Glendon (1987). Abortion and Divorce in Western Law. Harvard University Press. ISBN 9780674001619.
- Mary Ann Glendon (1993). Rights talk: the impoverishment of political discourse. Simon and Schuster. ISBN 9780029118238.
- Mary Ann Glendon (1996). A nation under lawyers: how the crisis in the legal profession is transforming American society. Harvard University Press.
- Mary Ann Glendon (2002). A world made new: Eleanor Roosevelt and the Universal Declaration of Human Rights. Random House. ISBN 9780375760464.
- Mary Ann Glendon, ed. (2007). International encyclopedia of comparative law. Mohr Siebeck. ISBN 9789004164833. (enlace roto disponible en Internet Archive; véase el historial, la primera versión y la última).

## Obras en español
- Mary Ann Glendon (2010). Justicia, razón, derechos. Encuentro. ISBN 9788499200422.

- Mary Ann Glendon (2011). Un Mundo Nuevo. Eleanor Roosevelt y la Declaración Universal de Derechos Humanos. Fondo de Cultura Económica. ISBN 9786071607904. Archivado desde el original el 27 de mayo de 2012. Consultado el 21 de mayo de 2012.